# Alexandre Friedländer
Pour les articles homonymes, voir Friedlander.
Alexandre Grigorievitch Friedländer (Алекса́ндр Григо́рьевич Фри́длендер, prononcé « Fridlender »), né le 15 juillet 1906 à Saint-Pétersbourg (Empire russe) et mort le 1" septembre 1990 à Sverdlovsk (URSS), est un chef d'orchestre, compositeur et pédagogue soviétique.

## Biographie
Friedländer étudie en 1925-1929 au technicum central de musique de Léningrad auprès notamment d'Alexandre Kamenski (piano). Il est diplômé en 1933 du conservatoire de Léningrad (classe de direction d'orchestre d'Alexandre Gaouk).
En 1934-1935, il est chef d'orchestre pour la radio de Voronej, en 1935-1939, chef d'orchestre de la philharmonie d'Odessa et (1936-1939) du théâtre d'opéra et de ballet d'Odessa.
En 1939-1941, il est chef d'orchestre principal de la philharmonie de Sverdlovsk. En 1941-1943, Friedländer est vice-directeur artistique et chef d'orchestre principal de l'ensemble du district militaire de l'Oural. En 1943-1947, il est chef d'orchestre au théâtre d'opéra et de ballet de Sverdlovsk (aujourd'hui Ekaterinbourg). Il est nommé en 1947 directeur artistique et en même temps en 1948-1973 il est chef d'orchestre de la  philharmonie de Sverdlovsk,.
Il écrit des morceaux sur des vers de poètes russes et des œuvres lyriques. Il enseigne au conservatoire de l'Oural (à Sverdlovsk) dont il est dozent en 1966 et professeur en 1980.
Il est enterré au cimetière de Chirokaïa Retchka d'Ekaterinbourg (ex-Sverdlovsk).

## Œuvres
- opéra Neige («Снег») sur un livret de Constantin Paoutovski (1962)
- opéra Les Pétersbourgeois («Питерцы») d'après le poème d'Olga Bergholtz Pervorossiïsk (1965)
- opéra La Tarte volante («Торт в небе») d'après le livre de Gianni Rodari (1970)
- ballet La Fleur de pierre, d'après un livret de Pavel Bajov (1944, 2e réd. 1954, 3e réd. 1975)
- ballet La Fille sans dot d'après la pièce éponyme d'Alexandre Ostrovski (1958)
- ballet Zoïa («Зоя»), poème chorégarphique (1966)
- ballet Le Lieutenant Lermontov («Поручик Лермонтов») sur un livret de Constantin Paoustovski (1977)
- monologue J'ai vu cela («Я это видел») pour soliste, chœur et orchestre symphonique, sur des vers d'Ilia Selvinski (1985)
- concert pour soliste et orchestre symphonique (1945)
- symphonie no 1 Triomphale («Триумфальная», 1946)
- symphonie n° 2 (1947)
- symphonie n° 3 (1950)
- symphonie n° 4 (1983)
- suite orchestrale du ballet La Fleur de pierre (1947)
- suite orchestrale du ballet La Fille sans dot» (1959)
- suite orchestrale ouralienne Ô vous, montagnes («Ой вы, горы», 1953)
- suite orchestrale du ballet Le Lieutenant Lermontov (1977)
- suite orchestrale Procession solennelle («Торжественное шествие») sur des thèmes turkmènes  (1940)
- suite orchestrale Musique solennelle («Торжественная музыка», 1971)
- poème symphonique En mémoire de D.D. Chostakovitch (1976)
- quatuor à cordes no 1 (1967)
- quatuor à cordes no 2 (1971)
- quatuor à cordes no 3 (1972)
- quatuor à cordes no 4 (1982)
- sonate pour alto et piano (1984)
- dixtuor sur un thème folklorique turkmène pour fanfare et instruments à percussion (1982)
- Trois marches pour orchestre d'instruments à vent

## Distinction
- Artiste émérite de la RSFSR (1958)